# VfR Sölde
Der VfR Sölde ist ein Fußballverein aus dem Dortmunder Stadtteil Sölde. Seine erste Mannschaft spielt in der Landesliga. Acht Jahre lang spielte der VfR in der Oberliga Westfalen.

## Geschichte

### Frühe Jahre und Aufschwung (1911 bis 1989)
Der Verein wurde im Jahre 1911 als Sölder Turn- und Spielverein gegründet. Die Fußballabteilung wurde am 22. Juni 1922 als VfR Sölde selbständig. Am 5. August 1945 wurde der VfR aufgelöst. Die Mitglieder traten dem Großverein TuS Dortmund-Sölde-Sölderhaus bei, ehe im Januar 1951 der VfR Sölde neu gegründet wurde. Die erste Mannschaft spielte zunächst in der Kreisliga und schaffte 1971 den Aufstieg in die Bezirksklasse. Acht Jahre später setzte sich die A-Jugend des VfR in der Westfalenliga gegen die Profikonkurrenz von Borussia Dortmund, FC Schalke 04 und VfL Bochum durch und wurden Westfalenmeister. Damit qualifizierten sich die Sölder für die deutsche Meisterschaft, wo sie im Achtelfinale Holstein Kiel schlugen, dann aber im Viertelfinale am 1. FC Nürnberg scheiterten.
Ein Jahr später begann der Geschäftsmann Rainer Röhr, sich beim VfR finanziell zu engagieren. Schon 1981 gelang der Aufstieg in die Landesliga Westfalen. Vier Jahre später schafften die Sölder den Sprung in die Verbandsliga Westfalen. Mit einem Punkt Rückstand auf Teutonia Lippstadt wurde der Klassenerhalt nur knapp verpasst. Nach dem direkten Wiederaufstieg hatte der VfR in der Saison 1987/88 die Chance auf den Durchmarsch in die Oberliga Westfalen, verlor aber das Entscheidungsspiel um die Meisterschaft im neutralen Lüdenscheid gegen die Sportfreunde Siegen mit 4:6 nach Elfmeterschießen. 1989 gelang schließlich unter Trainer Ingo Peter der Aufstieg in die seinerzeit drittklassige Oberliga Westfalen. Außerdem gewannen die Sölder durch einen 2:1-Sieg über den FC Gütersloh den Westfalenpokal.

### Oberliga Westfalen (1991 bis 1997)
In der Oberliga erregte der VfR durch ihre offensive Spielweise und ihre technisch versierten Spieler großes Aufsehen. In der Aufstiegssaison 1989/90 belegten die Sölder Platz fünf und schieden in der ersten Runde im DFB-Pokal mit 0:3 gegen den 1. FC Köln aus. Es folgten Platz drei in der Saison 1990/91, ehe das Team des Trainers Ingo Peter in der Saison 1991/92 ihren sportlichen Zenit erreichte. Mit zwei Punkten Rückstand auf Preußen Münster wurde der VfR Vizemeister und verpasste nur knapp die Aufstiegsrunde zur 2. Bundesliga. Knackpunkt der Saison war laut Trainer Peter die 2:3-Niederlage beim ASC Schöppingen. Die Sölder nahmen daraufhin an der deutschen Amateurmeisterschaft teil. Dort trennte sich der VfR zunächst 1:1 von Rot-Weiss Essen und gewann dann mit 5:1 beim 1. FC Magdeburg. Nach einem 0:2 gegen den Greifswalder SC und einem 2:8 bei den Amateuren von Werder Bremen wurden die Sölder Gruppenvierter.
Im Sommer 1992 kam es zu einem großen Umbruch. Trainer Ingo Peter wechselte zu Arminia Bielefeld und nahm Stürmer Theo Schneider mit. Fünf weitere Leistungsträger wechselten zum aufstrebenden TuS Ahlen. Ingo Peter erklärte später in einem Interview mit dem Magazin RevierSport, dass Geldgeber Röhr auf stur geschaltet hatte, als es darum ging, ein paar Mark für die Mannschaftskasse zu spendieren. Von nun an setzte der VfR nicht mehr aus Kameradschaft, sondern verpflichtete zahlreiche auswärtige Spieler, was den Teamgeist erheblich störte. Schon in der Saison 1992/93 konnte der Abstieg nur knapp verhindert werden. Ein Jahr später verpassten die Sölder die neu geschaffene Regionalliga West. In der nunmehr viertklassigen Oberliga kam der Verein nicht mehr über Mittelmaß hinaus. Gleichzeitig sanken die Zuschauerzahlen immer stärker.

### Niedergang und Gegenwart (seit 1997)
1997 zog sich der Verein freiwillig aus der Oberliga zurück und ließ sich in die Landesliga zurückstufen. Geldgeber Rainer Röhr hatte dem Verein den Geldhahn zugedreht. Zunächst wurde dieser Schritt mit beruflicher Überlastung begründet. Jahre später erklärte Röhr, dass es „auch andere Strömungen im Verein gab, wo es ihm keinen Spaß mehr machte“. Darüber hinaus scheiterte ein Stadionbauprojekt in Sölde. In der Landesliga trat der VfR dreimal mit den Alten Herren an und zog die Mannschaft anschließend zurück. Die sportliche Talfahrt ging dennoch weiter. Im Jahre 1999 stiegen die Sölder in die Kreisliga A ab und wurden gleich in die Kreisliga B durchgereicht.
Während der VfR insbesondere bei Auswärtsspielen von anderen Vereinen wegen seiner Vergangenheit verspottet wurde, konnte sich der Verein finanziell konsolidieren und war 2004 wieder schuldenfrei. Zwei Jahre später gelang der Aufstieg in die Kreisliga A. Nach einem dritten Platz im Jahre 2016 gelang ein Jahr später der Wiederaufstieg in die Bezirksliga. Dort wurden die Sölder im Jahre 2022 Vizemeister hinter dem Königsborner SV. Zwei Jahre später gelang der Aufstieg in die Landesliga, wo jedoch der direkte Wiederabstieg folgte.

## Persönlichkeiten
- Marcel Großkreutz
- Marco Gruszka
- Jacek Janiak
- Frank Kirchhoff
- Thomas Langbein
- Sascha Lewandowski
- Peter Martin
- Jörg Mielers
- Ingo Peter
- Theo Schneider
- Thomas Schneider
- Jörg Silberbach
- Bodo Sievers
- Dirk van der Ven
- Martin Wiercimok
- Thomas Zetzmann

## Stadion
Der VfR Sölde spielt auf seinem Sportplatz Am Rosengarten, der eine Kunstrasenoberfläche besitzt und Platz für 1500 Zuschauer bietet. Während der Oberligazeit fanden die Heimspiele jedoch im Aplerbecker Waldstadion statt, das im benachbarten Stadtteil Aplerbeck liegt. Grund für den Wechsel war, dass in der Oberliga ein Platz mit Naturrasen vorgeschrieben ist.